# Blood of the Nations
Blood of the Nations ist das zwölfte Studioalbum der deutschen Heavy-Metal-Band Accept. Es erschien im August 2010 bei Nuclear Blast. Es ist das erste Album der Band seit der Auflösung 1996 und das erste ohne Sänger Udo Dirkschneider seit Eat the Heat 1989.

## Entstehung und Stil
Statt Udo Dirkschneider ist nun Mark Tornillo am Gesang zu hören, der zuvor bei T.T. Quick sang. Dirkschneider, der noch bei einigen Reunion-Shows mit der Band gesungen hatte, wünschte Accept Glück. Die Band gab an, das Verhältnis zu Dirkschneider sei nicht das beste, da jener nicht touren wollte. Über einen Bekannten lernten Accept in Nashville, der neuen Heimat der Musiker, Tornillo kennen, der die alten Stücke gut singen konnte. Nur durch das Kennenlernen von Tornillo sei der Neubeginn möglich geworden.

„Manchmal erinnert er an Udo, aber er klingt nicht wie jemand, der Udo kopiert, sondern bringt selbst etwas mit, was vorher nicht da war. In der Sekunde haben wir spontan entschieden, dass wir einen Neuanfang wagen wollten.“

Wolf Hoffmann gab an, dass die Band das Album erst selbst produzieren wollte, sich später jedoch umentschieden habe, so dass Andy Sneap die Produktion übernahm, den sie durch ihren Freund und früheren Webmaster Ed Aborn kennengelernt hatten.

## Rezeption
Götz Kühnemund schrieb im Rock Hard, dass die Platte „zu hundert Prozent nach Accept klingt, zu hundert Prozent die Erwartungen erfüllt und zu hundert Prozent ins Schwarze trifft.“ Damit sei – auch angesichts erster, auch von ihm kritisierter Demoaufnahmen – nicht zu rechnen gewesen. Er vergab neun von zehn Punkten. Das Album war „Album des Monats“ in dem Magazin. Auf der Webseite Allmusic.com wurde der Klang des Albums mit „tough and heavy“ beschrieben. Mark Tornillo sei ein würdiger Ersatz für Dirkschneider. Die Wertung lag bei dreieinhalb von fünf Sternen.

## Titelliste
Alle Musik von Baltes, Hoffmann, alle Texte von Tornillo, wenn nicht anders angegeben. Zu den Songs Teutonic Terror und Pandemic wurden Musikvideos gedreht.
1. Beat the Bastards – 5:25
2. Teutonic Terror – 5:15
3. The Abyss – 6:50
4. Blood of the Nations – 5:39
5. Shades of Death – 7:31
6. Locked and Loaded – 4:29
7. Time Machine (Digipak Bonustrack) – 5:25
8. Kill the Pain – 5:47
9. Rollin' Thunder – 4:53 (Musik: Frank)
10. Pandemic – 5:37
11. New World Comin'  – 4:57
12. No Shelter – 6:04
13. Bucket Full of Hate – 5:08
14. Land of the Free (Japan SHM-CD Bonustrack)